# Kreis 48
Der Kreis 48 war eine Basler Künstlergruppe, die sich im Jahr 1948 auf Initiative von Max Kämpf bildete.
Die Vereinigung entstand u. a. zum Zweck gemeinsamer Ausstellungen und zur Vertretung ihrer Interessen zum Beispiel im Kunstkredit Basel-Stadt. Die Gruppe konstituierte sich am 3. Mai 1950 als Verein mit Statuten. Die ersten gemeinsamen Ausstellungen fanden 1948 in der Galerie Beyeler und 1950 in der Basler Kunsthalle statt. Die Präsidenten der Anfangszeit waren: Dr. Frank Weiss (bis 1953), 1953–65 Prof. Alfred Bühler, ab 1965 Dr. Hans Ruedi Oeri.
Die Bildung des Kreis 48 kann als Reaktion jüngerer Maler und Bildhauer auf die damals in Basel dominierenden Künstlerorganisationen Gruppe 33 und Gesellschaft schweizerischer Maler, Bildhauer und Architekten (GSMBA) gesehen werden. Im Kreis 48 waren die Basler Graumaler stark vertreten.
Künstlerisch aktive Mitglieder waren: Heinrich Barth, Jean-François Comment, Romolo Esposito, Karl Glatt, Max Kämpf, Theo Lauritzen, Alex Maier, Peter Moilliet, Johann Anton Rebholz, Julie Schätzle, Gustav Stettler, Paul Stöckli und Hans Weidmann. Später kamen Valery Heussler, Hanni Salathé und Robert Lienhard dazu. Lauritzen, Lienhard, Moilliet und Salathé waren Bildhauer, alle anderen Mitglieder Maler.
Die Künstlervereinigung war etwa 25 Jahre aktiv, 1976 erfolgte eine informelle Auflösung. Monika Barino zeigte 1982 in Basel ihren Film über zwölf Mitglieder des «Kreises 48». Die letzte gemeinsame Ausstellung fand 1986 statt.
2008 fand in Moutier im Musée Jurassien des Arts eine Gedenkausstellung statt, 2016 veranstaltete der Kunst Raum Riehen eine Retrospektive, zu der eine Monografie erschien.
Zum 75-Jahr-Jubiläum des Kreis 48 zeigt das Kunstmuseum Basel von 29. Juli 2023 bis 11. Februar 2024 die erste grosse Rückschau auf diese Künstlergruppe aus Basel.